# Iphiaulax eurythecus
Iphiaulax eurythecus är en stekelart som beskrevs av Cameron 1907. Iphiaulax eurythecus ingår i släktet Iphiaulax och familjen bracksteklar. Inga underarter finns listade i Catalogue of Life.